# Lupinus bingenensis
Lupinus bingenensis (лат.) — многолетнее травянистое растение, вид рода Люпин (Lupinus) семейства Бобовые (Fabaceae). Произрастает в Северной Америке.

## Таксономия
Видовой эпитет bingenensis дан по городу Бинген в округе Кликитат (штат Вашингтон).

## Описание
Lupinus bingenensis — многолетнее травянистое растение высотой до 1 м. Большая часть побегов покрыта шелковистыми волосками. Сложные пальчатые листья могут иметь от 9 до 11 узких обратноланцетных листочков с острыми кончиками. Листочки могут быть безволосыми сверху и редко или сильно опушёнными снизу, или они могут быть одинаково сильно волосатыми с обеих сторон. Разновидность Lupinus bingenensis var. subsaccatus обычно имеет опушение с обеих сторон листочков. Цветки от синего до лавандового цвета (у разновидности sulphureus жёлтые цветки) и собраны в кисти длиной от 6 до 15 см (у разновидности subsaccatus обычно менее 10 см). Чашечка шелковистая и асимметричная. Верхняя губа цветка двузубчатая, а нижняя цельная.

## Разновидности
Следующие разновидности широко признаны в настоящее время:
- Lupinus bingenensis var. bingenensis
- Lupinus bingenensis var. subsaccatus Suksd.

## Ареал и местообитание
Растение произрастает на западе США в штатах Монтана, Айдахо, Орегон и Вашингтон и в юго-западной Канаде в Британской Колумбии. Предпочитает горные районы, растёт в прерии и полынных пустынях от предгорий до нижних гор.